# 貝魯特阿拉伯大學

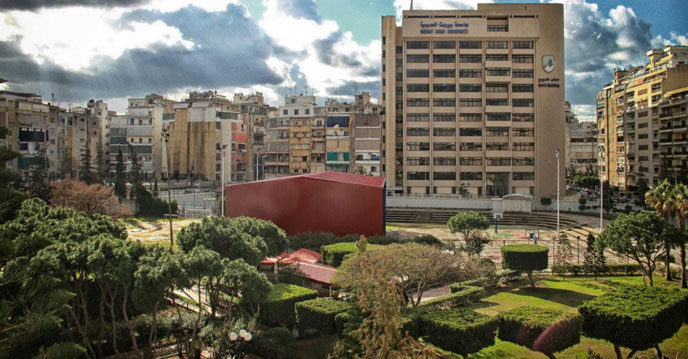
贝鲁特校区教学楼

貝魯特阿拉伯大學（阿拉伯语：‎）是一座主校區位於黎巴嫩貝魯特的私立大學。它是1960年创办的。它获得国际经济管理认证基金会国际机构认证。在QS世界大学排名中它排第801到1000名之间。2022年在阿拉伯地区的大学中它排第40名。
貝魯特阿拉伯大學是以下组织的成员：阿拉伯大学协会、國際大學協會、伊斯兰世界大学联盟、国际高校法语联合会、中东地区校长联会、国际法语培训师培训机构网络、中东法学博士院学校联盟、中东法语博士学院联盟、世界大学校长联合会、黎巴嫩大学协会、欧洲地中海大学联盟、欧洲地中海大学常驻论坛、国际开放与远程教育协会、国际图书馆协会和机构联合会、阿拉伯大学注册官和招生官协会、阿拉伯牙医科系协会、阿拉伯世界药科学院科学协会、商务管理系阿拉伯协会、國際協會聯盟、阿拉伯护士系科学协会、伊斯兰大学联盟、聯合國全球契約組織、欧洲牙科教育协会、阿拉伯环境和发展论坛、黎巴嫩科学院图书馆团体和欧洲管理和发展基金会。

## 历史
1960年在黎巴嫩贝鲁特建立，1961年12月26日被黎巴嫩高等教育法第十七條認可。

## 科系

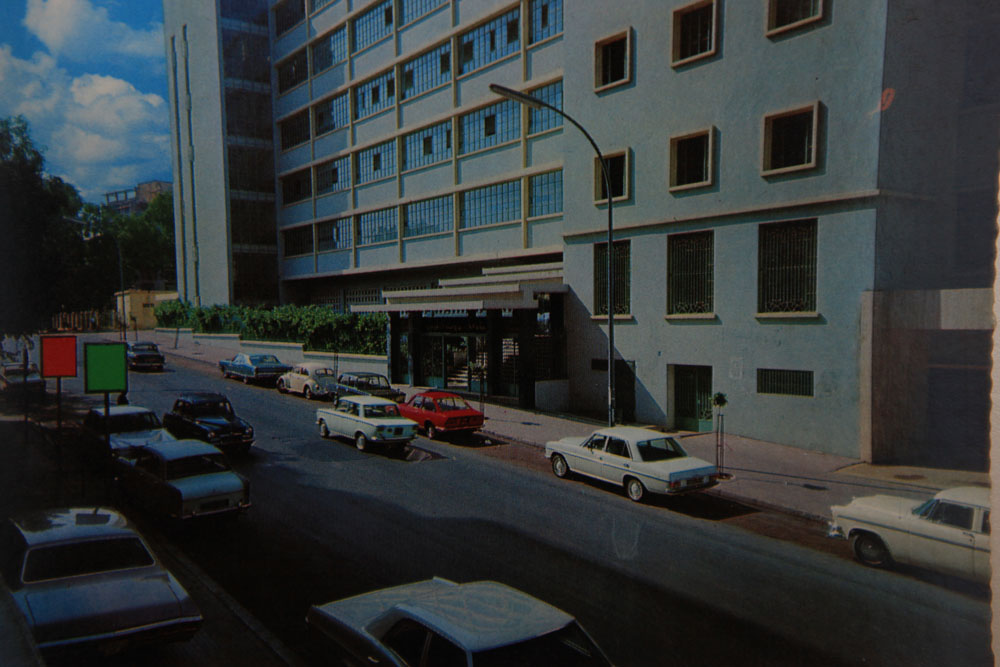
80年代贝鲁特校园的老照片

該大學有十個系：藝術系、法律與政治學系、貿易和企業管理系、建築工程學系、工程學系、理學系、製藥學系、醫學系、牙科學系和健康科學系

## 校园
贝鲁特校园于1960年设立。它是大学的主校园，位于贝鲁特中心。校园面积41107平方米，由两座建筑组成，其总面积为5.05万平方米。主楼的面积2.2万平方米，主要被大学管理、貿易和企業管理系和牙科学系使用。
此外里面还有一座有300个坐席的礼堂、5间装备有多媒体和显示屏的研讨室、一座专门设计的文化和艺术活动中心、一座学生活动和毕业生和职业生涯办公室、一座健身厅、体育楼和一座咖啡店。
第二座建筑是一座12层楼建筑，它有两层地下室和一层底层。它的面积是2.8万平方米，里面有五个系：藝術系、法律與政治學系、药学系、醫學系和健康科學系。
戴比校园于2006年设立，它离贝鲁特市33千米。它占地135.3万平方米，建筑面积为52538平方米。
它有四座教学和管理建筑、两座学生宿舍、两座教员宿舍、一座健身房、一座清真寺、一座天文台、一座咖啡厅和一座学生休息室。
目前这个校园里有三个系：建築工程學系、工程學系和理学系。
的黎波里校园位于黎巴嫩北部的的黎波里，是2010年设立的。
的黎波里校园上有五个系：貿易和企業管理系、建築工程學系、工程学系、理学系和健康科學系。
校园上还有众多为学生、教师和来访者提供服务的设施。
贝卡校园是2011年设立的，位于贝卡谷地。它的面积为18 3391平方米，其中建筑面积为1650平方米。它还有一座环境和发展研究中心和一座毕业生俱乐部。

## 学校管理
貝魯特阿拉伯大學的最高管理机构是大学最高议会和大学议会。每个学年从9月到6月。新生必须具有以下两个入学条件：拥有黎巴嫩相应各系所需要的中学毕业文凭（或相应文凭），以及通过入学考试。学费根据课程数量定，因此各系的学费不同。主要语言是阿拉伯语、英语和法语。

## 英语水平
除艺术系和法律與政治學系外所有授课和考试使用英语。艺术系和法律與政治學系按照各门课的内容选择授课和考试语言。因此新生必须证明他们的英语水平达到足够的程度：所有新生或者转校学生必须参加学校的英语入学考试，必须至少获得60%的分数。但是假如新生能够以500分以上通过托福考试或者以6.5以上通过雅思考试或者获得普通教育证书的话可以不必参加英语入学考试。至少获得两年英语教育的转校生也可以不必参加英语入学考试。

## 资助和奖学金
貝魯特阿拉伯大學为贫困学生提供降低学费的帮助。
貝魯特阿拉伯大學每年提供4份奖学金。在黎巴嫩中学毕业中四门课里名列前10名的新生获得这些奖学金。这些学生只要他们的分数在3.33以上可以在整个本科期间获得奖学金。
每个系每个部门成绩最高的3名学生也获得奖学金。条件是他们在学期结束时保持3.00以上的分数成绩。每年每个年级分数最高的、没有缺席的5名本科生的学费可以以以下百分比被免去：第一名80%、第二名50%、第三名30%、第四名25%、第五名15%。
分数高于3.8的学生被列入校长奖赏名单中，分数高于3.5的学生被列入系长奖赏名单中。
一名成绩非常好的本科生可以获得特殊的学术奖赏。

## 宿舍

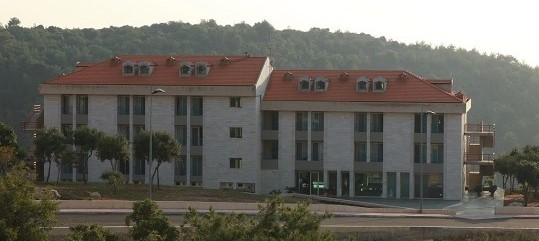
戴比校园上的男生宿舍

在贝鲁特和的黎波里的寄宿生可以在当地租私人出租的男生或者女生的合居或者单独宿舍。租金一般以年度交付（分两批）。租金根据宿舍大小、地点和有多少学生合租不同。

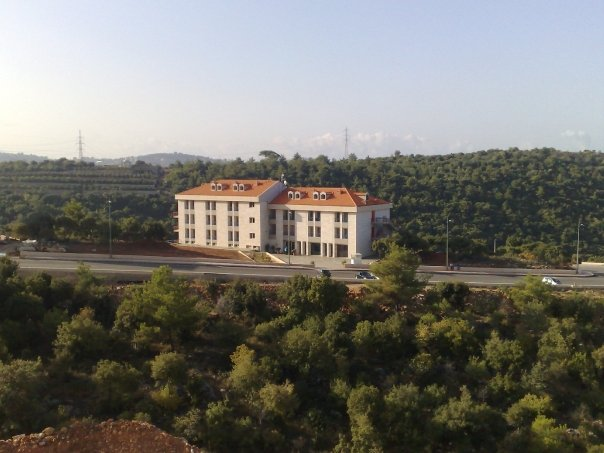
戴比校园上的学术人员宿舍

戴比校园上各有一座男生宿舍和一座女生宿舍。这两座建筑离停车场最近。宿舍各有一接待室、出售学生基本日常用品的小商场、健身房和电视厅。
男生宿舍有112间寝室，女生宿舍有66间。寝室有单人和双人的，每间寝室都有自己的卫生间。寝室里装备有柜子、书桌、小冰箱和电视机。租金在每年2000到3800美元之间。

## 知名毕业生
- 拉菲克·哈里里，黎巴嫩总理
- 阿卜杜拉·本·纳赛尔·本·哈利法·阿勒萨尼，卡塔尔首相

## 杂志

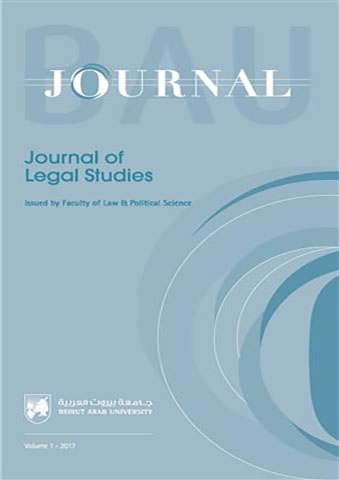
2019年貝魯特阿拉伯大學法学研究杂志

貝魯特阿拉伯大學目前发表6份不同专业的学术杂志，其内容从人文学到社会科学到生命科学和物理学。除与大学内的系和部门合作外，这些杂志还为全球学者、研究者和实践者社群服务，为它们提供同行平审的专业杂志。杂志同时通过印刷和电子方式发表。
这些杂志的前身是一份大学的学术、文化和社群杂志。

## 外部連結
- Beirut Arab University （页面存档备份，存于） （英文） （阿拉伯文）
- BAU alumni
- Web Ranking of Beirut Arab University （页面存档备份，存于）

33°52′24″N 35°29′49″E / 33.8733°N 35.4969°E